# Suez-Kanal (Spreewald)

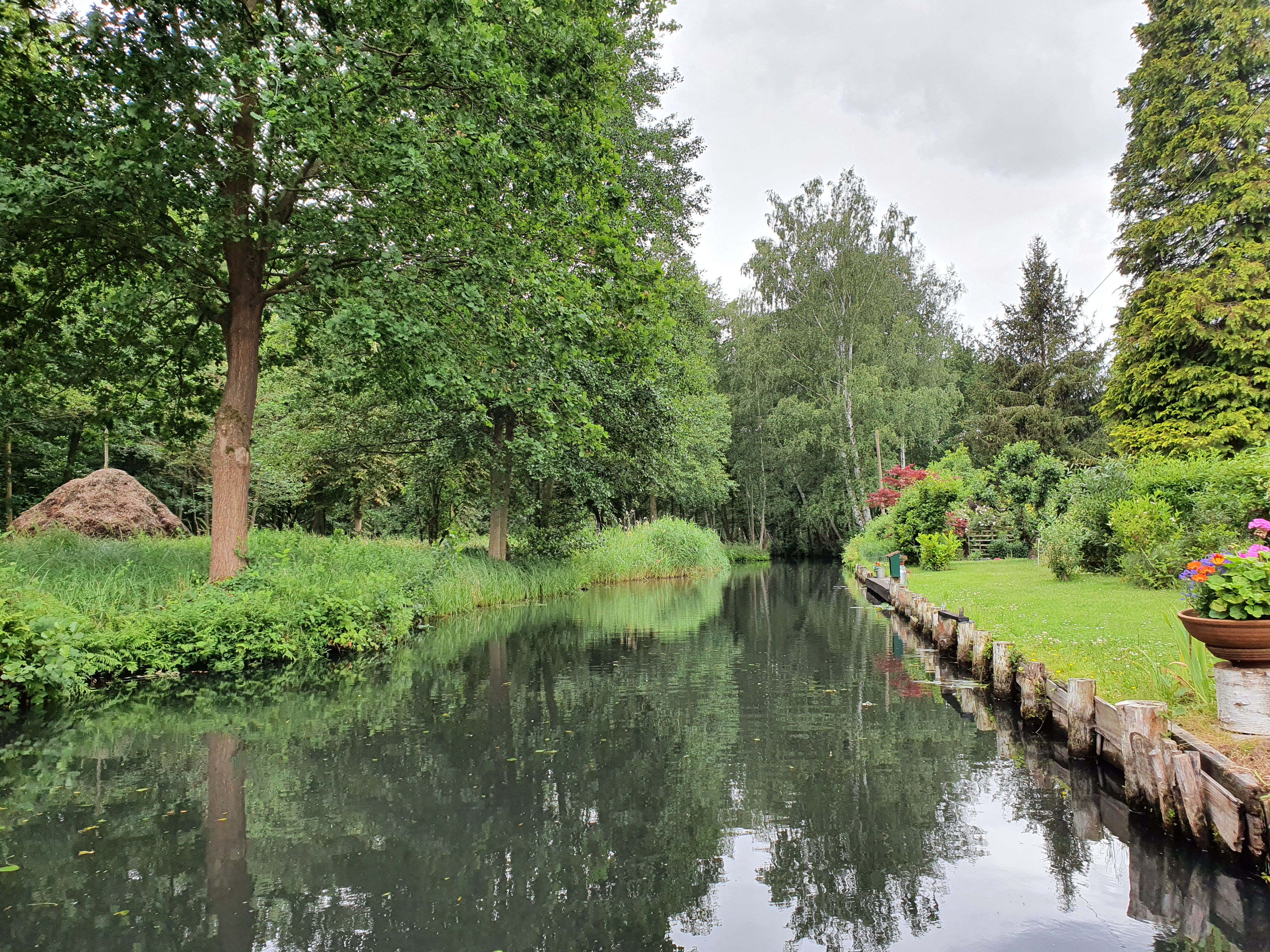
Suez-Kanal (2020)

Der Suez-Kanal, niedersorbisch Suez-kanal, ist ein 260 Meter langer Kanal im Spreewald. Er befindet sich in Dolzke, einem Teilort des Ortsteils Lehde der Stadt Lübbenau/Spreewald.
Der Suez-Kanal verbindet das Lehder Fließ und das Zeitzfließ miteinander. Er wurde ursprünglich zur Entwässerung der umliegenden Horstäcker angelegt. Auf einem Lübbenauer Stadtplan von 1929 ist der Kanal als Milans Doppelgraben verzeichnet, der Name leitet sich vermutlich von einem früheren Anwohner ab. Das Grundstück, zu dem das Fließ gehört, wurde später von einem Richard Kilko gekauft, der den Suez-Kanal am östlichen Ende versperrte. Erst in den 1960er-Jahren wurde die Sperre wieder entfernt. Etwa seitdem trägt der Kanal auch seinen heutigen Namen, der in Anlehnung an die Sueskrise gewählt wurde.